# Rezerwat przyrody Cisy Staropolskie im. Leona Wyczółkowskiego
Cisy Staropolskie im. Leona Wyczółkowskiego – najstarszy rezerwat przyrody w Polsce i drugi pod tym względem w Europie. W roku 2017 minęło 190 lat od chwili jego założenia. Jest to największy rezerwat cisa w Polsce – 3559 okazów według inwentaryzacji z roku 1991, w tym wiele kilkusetletnich. Położony na południowo-wschodnim krańcu Borów Tucholskich, obejmuje obszar lasów, łąk i zadrzewień oraz wód jeziora Mukrz. Administracyjnie leży w województwie kujawsko-pomorskim, głównie na terenie gminy Cekcyn w powiecie tucholskim, jedynie niewielki fragment na południowo-wschodnim obrzeżu rezerwatu należy do gminy Lniano w powiecie świeckim.
„Cisy Staropolskie im. Leona Wyczółkowskiego” to rezerwat leśny zajmujący obecnie powierzchnię 113,61 ha. Obszar rezerwatu w większości podlega ochronie czynnej (99,11 ha), 14,50 ha jest objęte ochroną ścisłą. Rezerwat posiada niewielką otulinę o powierzchni 12,34 ha.
Celem ochrony rezerwatu jest zachowanie najliczniejszego na niżu Polski stanowiska cisa pospolitego Taxus baccata. Mimo ochrony rezerwatowej, prowadzone na przestrzeni wielu lat inwentaryzacje wykazują stały spadek liczebności tego gatunku.
Poza cisem na obszarze rezerwatu występują takie gatunki chronione, jak lilia złotogłów, wawrzynek wilczełyko czy storczyk kruszczyk szerokolistny.
W 2022 zwiedzanie rezerwatu zostało czasowo wstrzymane ze względu na "drzewa obumarłe, wykazujące oznaki zamierania, pochylone nad ścieżką, powodujące bezpośrednie zagrożenie dla zdrowia i życia osób poruszających się po tej ścieżce".

## Historia
Z roku 1827 pochodzi notatka odnaleziona przez niemieckiego przyrodnika Hugo Conwentza o „surowej ochronie” uroczyska Ziesbusch w Nadleśnictwie Wierzchlas. Tak wczesna ochrona odegrała znaczącą rolę, ponieważ najliczniejsze skupisko cisa na stanowisku naturalnym w Europie zostało uratowane i przetrwało do czasów obecnych.
W 1841 miejscowy nadleśniczy określił znajdujące się tu cisy jako "obiekty szczególnie interesujące dla leśników, myśliwych i badaczy przyrody". Szczególnym sentymentem rezerwat darzył nadleśniczy Wilhelm von Bock, pochowany po śmierci na terenie rezerwatu.
Polskie władze administracji leśnej przejęły teren rezerwatu w 1920 roku. W latach 1928–1934 przeprowadzono dokładne inwentaryzacje drzewostanu. W czasie niemieckiej okupacji oficjalnie rezerwat również podlegał ochronie.
Po wojnie obszar objęty został prawnie ochroną 16 lipca 1956 roku jako rezerwat przyrody o powierzchni 80,90 ha. Dla podkreślenia zasług i oddania należnego hołdu Leonowi Wyczółkowskiemu, niezrównanemu odtwórcy przyrody polskiej, umiłowany przez niego „święty gaj”, ulubione przez wiele lat miejsce pracy nazwano imieniem artysty. Wyczółkowski po raz pierwszy znalazł się tu w 1926 roku. Powstało tu ponad 100 jego prac (obrazów, litografii i rysunków), w których z mistrzostwem utrwalił najokazalszego cisa nazywanego przez niego „Chrobrym”, oraz „Siostrzane Sosny”, pojedyncze drzewa (Orzeł), fantazyjnie powykręcane pnie cisów i inne szczegóły rezerwatu. Za obraz Cis, przedstawiający najokazalsze z wierzchleskich drzew, otrzymał nagrodę główną na biennale w Wenecji. O nadanie takiego patronatu rezerwatowi zabiegał pierwszy Wojewódzki Konserwator Przyrody, Kazimierz Sulisławski.
W 1978 roku rezerwat powiększono do 85,73 ha, a w 2007 roku do 116,90 ha. Według najnowszego zarządzenia z 2017 roku powierzchnia rezerwatu wynosi 113,61 ha. 